# Intendencias de Chile
Con las reformas borbónicas durante el siglo XVIII, se crean las provincias o intendencias de Chile, regidas por un gobernador intendente. Estas se dividían en partidos (regidos por subdelegados partidarios). La denominación de provincia obedece a la división territorial propiamente tal. La denominación de intendencia obedece a la jurisdicción del intendente.

## Intendencias o provincias de 1786
En 1786 se establecen dos intendencias o provincias en la Capitanía General de Chile. En 1874 ya se había establecido la Intendencia de Chiloé, que se transformó en el Gobierno de Chiloé, dependiente del Virreinato del Perú.
Las intendencias o provincias en la Capitanía General de Chile son:
- Intendencia de Santiago.
- Intendencia de La Concepción.

## Intendencias o provincias de 1811
Con la Independencia, ocurre un nuevo cambio en la división política-administrativa del país. En 1811, se crea la provincia o Intendencia de Coquimbo, a partir de la Intendencia de Santiago, estableciendo como límite al río Choapa. 
- Intendencia de Coquimbo.
- Intendencia de Santiago.
- Intendencia de La Concepción.

En 1822 se derogan constitucionalmente las intendencias. 
En 1823, la nueva Constitución establece departamentos, regidos por un gobernador; delegaciones, regidas por un delegado; subdelegaciones, regidas por un subdelegado; prefecturas regidas por un prefecto, inspectorias (o comunidades), regidas por un inspector. Se crean municipalidades en cada delegación y también en las subdelegaciones que se considere necesario. Los departamentos equivalen a las antiguas provincias (intendencias).
En 1826, con las leyes federales, se crean 8 provincias.